# Bacillus clausii
Alkalihalobacillus clausii o su antiguo nombre científico Bacillus clausii  es una bacteria en forma de bacilo, Gram-positiva, móvil, que forma esporas y que vive en el suelo. Actualmente se clasifica como  probiótico; pertenece al grupo de microorganismos que mantienen una relación simbiótica con el organismo huésped. Actualmente está siendo estudiada en infecciones respiratorias y algunos trastornos gastrointestinales.
Esta especie ha sido transferida recientemente al género Alkalihalobacillus.Por tanto la nomenclatura correcta es Alkalihalobacillus clausii.